# Katagenese
Die Katagenese ist die Hauptphase der Erdölentstehung aus feinverteiltem organischen Material in Sedimenten. Diese Phase liegt zwischen der Diagenese und der Metagenese. Der aus dem Griechischen stammende Begriff (κατα = gänzlich und γένεσις = Entstehung) wurde 1969 von dem russischen Erdölgeologen Nikolai Vassoevich eingeführt.

## Abläufe bei der Katagenese
Bei der Ablagerung von Sedimenten werden auch organische Partikel wie Algen, Reste höherer Pflanzen sowie Bakterien eingebettet. Falls der Sauerstoffgehalt in den Porenwässern nicht ausreicht, diese Reste zu oxidieren, bleiben sie erhalten und werden als Kerogen bezeichnet. Bei der Diagenese wird Gestein durch Überlagerung von neuen Sedimenten oder tektonische Prozesse versenkt und unterliegt steigender Temperatur und wachsendem lithostatischen Druck. Erst bei Temperaturen zwischen 50 und 150 °C und 300 bis 1500 bar Druck, entsprechend einer Versenkung von etwa 1500 bis 4000 m, entweichen bei der Katagenese flüssige Kohlenwasserstoffe und Methan aus dem Kerogen. Dieser Vorgang wird als Pyrolyse bezeichnet. Mit zunehmender Temperatur werden die kettenförmigen Kohlenwasserstoffe stärker aufgespalten, so dass am Ende nur noch kurzkettige Kohlenwasserstoffe, die Grundbestandteile von Erdgas abgegeben werden. Erleichtert wird die Pyrolyse durch die katalytische Wirkung von Tonmineralen wie Montmorillonit. Der Vorgang ist wesentlich mehr von der Temperatur abhängig als vom Druck. Die Veränderung des organischen Materials bei noch höheren Temperaturen wird als Metagenese bezeichnet.

## Abgrenzung
Die genaue Abgrenzung zwischen Diagenese, Katagenese und Metagenese wird mikroskopisch mit Hilfe des Reflexionsvermögens bestimmter organischer Partikel (Vitrinit) durchgeführt. Dabei nutzt man die Eigenschaft organischer Partikel, mit zunehmender Temperatur mehr Licht zu reflektieren. Die Katagenese ist als Bereich der Vitrinitreflexion zwischen 0,5 und 2 % definiert.